# Mesocondyla
Mesocondyla és un gènere d'arnes de la família Crambidae descrit per Julius Lederer el 1863.

## Taxonomia
- Mesocondyla dardusalis (Walker, 1859)
- Mesocondyla tarsibarbalis Hampson, 1899